# جون سكارليت (لاعب كرة قدم)
جون سكارليت هو لاعب كرة قدم إندونيسي في مركز الدفاع، ولد في 18 أغسطس 1978 في ميروكي في إندونيسيا، وتوفي بنفس المكان في 18 أكتوبر 2010. لعب مع برسيبورا جايابورا.

## وصلات خارجية
- جون سكارليت (لاعب كرة قدم) على موقع قاعدة بيانات كرة القدم.إي يو (الإنجليزية)
- جون سكارليت (لاعب كرة قدم) على موقع Soccerway.com (الإنجليزية)
- جون سكارليت (لاعب كرة قدم) على موقع عالم كرة القدم.نت (الإنجليزية)